# 哈亚人
哈亚人是坦桑尼亚的一个民族，属于班图人的一支，人口约120万。主要居住在坦桑尼亚北部卡盖拉区。讲哈亚语，属尼日尔-刚果语系。通用斯瓦西里语。持万物有灵信仰，崇拜祖先和自然力。大多从事农业，居住在维多利亚湖沿岸的哈亚人从事渔业。